# 田久保諭の日曜ポーレポーレ
『田久保諭の日曜ポーレポーレ』（たくぼさとしのにちようポーレポーレ）は、2013年4月7日から2017年4月2日までRBCiラジオ（琉球放送）で放送されていたラジオ番組である。
田久保諭がパーソナリティを務めていた長時間生ワイド番組で、毎週日曜 10:00 - 15:00（日本標準時）に放送。リスナーに、これを聴きながら日曜の昼をゆったりゆるく過ごしてもらうことをコンセプトにしていた。番組タイトルは、スワヒリ語で「ゆっくり」を意味する言葉「ポレポレ」に由来する。
番組は、午前中の2時間を「第1部」、午後に入ってからの3時間を「第2部」と称しての生放送を行っていた。第1部・第2部ともに、リスナーからのメッセージとリクエスト曲を中心とする構成を取っていた。
また当初は、番組生放送中のスタジオの模様をUstreamで動画配信するという企画もあったが、途中から番組制作サイドがリスナーにradikoの活用を奨めだしたことから、この企画は早々に行われなくなった。2014年5月時点では、既に終了したものとスタッフから断言されている。

## 出演者
（）内は、番組出演当時の肩書き。
- 田久保諭（RBCアナウンサー） - パーソナリティ
- 奥浜祥子[4] - ラジオカーレポーター。愛称：しょこたん[5]
- 知念ありか（ファッションモデル）[1]
- 宮城杏里（RBCアナウンサー） - 「Music Travel」担当[6]
- 永吉栄花（2014オリオンビールキャンペーンガール） - ラジオカーレポーター